# Malpartida (kommunhuvudort)
Malpartida är en kommunhuvudort i Spanien.   Den ligger i provinsen Provincia de Salamanca och regionen Kastilien och Leon, i den centrala delen av landet, 130 km väster om huvudstaden Madrid. Malpartida ligger 905 meter över havet och antalet invånare är 140.
Terrängen runt Malpartida är huvudsakligen platt, men österut är den kuperad. Runt Malpartida är det mycket glesbefolkat, med 2 invånare per kvadratkilometer. Närmaste större samhälle är Peñaranda de Bracamonte, 15,6 km norr om Malpartida. Trakten runt Malpartida består till största delen av jordbruksmark.